# Puerto Curtiembre
Pueblo General San Martín o Puerto Curtiembre es una localidad y comuna de 1ª categoría del distrito Tala del departamento Paraná, en la provincia de Entre Ríos, República Argentina. Se encuentra sobre la margen izquierda del río Paraná, en el km 655 de dicho río, y sobre la desembocadura del arroyo Curtiembre. Su acceso principal es por un camino mejorado que sale desde la localidad de Cerrito, en la Ruta Nacional 12.
La población de la localidad, es decir sin considerar el área rural, era de 238 personas en 1991 y de 301 en 2001. La población de la jurisdicción de la junta de gobierno era de 725 habitantes en 2001.
El pueblo surgió como un puerto natural de embarque de cuero -de allí su nombre-, huesos, carbón, madera y tabaco proveniente de la zona de Cerrito. En los años 1870 se instalan los primeros comerciantes, registrándose en 1876 el primer almacén de ramos generales. En 1882 llegaron los primeros inmigrantes, quienes tuvieron como concesión diversos lotes de la recién creada Colonia El Cerrito. El nombre original de Puerto de la Curtiembre fue abreviado por el uso popular a Puerto Curtiembre, y en 1896 cuando se diseñó la cuadrícula urbana se lo designó como Pueblo San Martín, sin que el mismo pudiera reemplazar al anterior. En 1922 se inauguró el puerto con servicio de cabotaje nacional, con el que el pueblo toma un nuevo impulso alcanzando en 1947 una población estable de 1800 personas. El ferrocarril primero y la pavimentación de la Ruta Nacional 12 luego quitaron impulso al poblado, que comenzó a perder población en las dos décadas siguientes.
Cuenta con un destacamento policial, un centro de salud, una escuela, capilla católico y varios negocios. El puerto tiene casi nula actividad, limitándose a pesca deportiva y traslado de vacunos desde las islas.
La junta de gobierno fue elevada a la 2ª categoría por decreto 445/2011 MGJE del 11 de marzo de 2011.

## Comuna
La reforma de la Constitución de la Provincia de Entre Ríos que entró en vigencia el 1 de noviembre de 2008 dispuso la creación de las comunas, lo que fue reglamentado por la Ley de Comunas n.º 10644, sancionada el 28 de noviembre de 2018 y promulgada el 14 de diciembre de 2018. La ley dispuso que todo centro de población estable que en una superficie de al menos 75 km² contenga entre 700 y 1500 habitantes, constituye una comuna de 1ª categoría. La Ley de Comunas fue reglamentada por el Poder Ejecutivo provincial mediante el decreto 110/2019 de 12 de febrero de 2019, que declaró el reconocimiento ad referéndum del Poder Legislativo de 34 comunas de 1ª categoría con efecto a partir del 11 de diciembre de 2019, entre las cuales se halla Puerto Curtiembre. La comuna está gobernada por un departamento ejecutivo y por un consejo comunal de 8 miembros, cuyo presidente es a la vez el presidente comunal. Sus primeras autoridades fueron elegidas en las elecciones de 9 de junio de 2019.
El ejido de la comuna fue establecido por ley 11014 sancionada el 28 de septiembre de 2022.